# Paranoid (série de televisão)
Paranoid é uma série britânica de drama criminal, estreada em 22 de setembro de 2016 pela ITV e pela Netflix. Os oito episódios retratam em um grupo de detetives que trabalham na polícia fictícia de Woodmere, no Reino Unido, que estão tentando resolver o assassinato de uma médica que é esfaqueada em um parque infantil. Durante o curso investigativo, os detetives descobrem que seu assassinato tem ligações com uma empresa farmacêutica com sede na Alemanha. Estas informações são adquiridas com a colaboração dos seus amigos alemães em Düsseldorf na intenção de encontrar o assassino. Indira Varma (Nina Suresh), Robert Glenister (Bobby Day) e Dino Fetscher (Alec Wayfield) atuam como os protagonistas da série.

## Enredo
Angela Benton, uma médica conhecida da região fictícia de Woodmere, é esfaqueada em público em um parque infantil. Uma equipe de detetives é enviada para investigar o caso, incluind Nina Suresh, Bobby Day, Alec Wayfield e o supervisor geral, Michael Niles. Inicialmente, suspeitam que o assassino é um paciente com doenças mentais da região, Jacob Appley, que está sob os cuidados do Dr. Chris Crowley. Posteriormente, Appley é encontrado morto e seu irmão, Henry, fica convencido de que Jacob não foi responsável pela morte e que sua identidade foi tomada ilegalmente.
Enquanto isso, um homem não identificado chamado de "The Ghost Detective" (Detetive Fantasma, em tradução livre), envia informações e pistas à equipe de detetives para evidenciar o real assassino de Angela. Com o decorrer da investigação, a equipe descobre que a morte de Angela pode estar associada ao seu ex-namorado, Ruben Lukana. A detetive de Düsseldorf, Linda Felber, é contatada para ajudar na investigação e na busca de Lukana. Quando ele é encontrado morto de bruços na piscina, Felber e seu parceiro, Waiti Merian, começam a investigação. Um suspeito dos assassinatos é identificado, mas foge para a Alemanha ao ser capturado. Michael Niles e Bobby viajam à Düsseldorf para dar fim às investigações do suposto assassino alemão.

## Elenco

### Principais
- Indira Varma como Nina Suresh, detetive da Woodmere Police[2]
- Robert Glenister como Bobby Day, detetive da Woodmere Police[2]
- Dino Fetscher como Alec Wayfield, detetive da Woodmere Police
- Neil Stuke como Michael Niles, detetive da Woodmere Police[2]
- Christiane Paul como Linda Felber, detetive da Düsseldorf Polizei
- Lesley Sharp como Lucy Cannonbury, testemunha principal do assassinato de Angela Benton[2]
- Michael Maloney como Dr. Chris Crowley, psiquiatra
- Kevin Doyle como Detetive Fantasma[2]
- Dominik Tiefenthaler como Walti Merian, detetive da Düsseldorf Polizei[1]
- Polly Walker como Monica Wayfield, mãe de Alec Wayfield[1]
- Anjli Mohindra como Megan Waters, policial da Woodmere Police
- Danny Huston como Nick Waingrow, diretor de relações internacionais da Rustin Wade Pharmaceuticals

## Episódios

### 1ª temporada (2016)
| Número | Título       | Diretor       | Escritor       | Estreia                | Audiência no UK (milhões) |
| ------ | ------------ | ------------- | -------------- | ---------------------- | ------------------------- |
| 1      | "Episódio 1" | Mark Tonderai | Bill Gallagher | 22 de setembro de 2016 | 6.38                      |
| 2      | "Episódio 2" | Mark Tonderai | Bill Gallagher | 29 de setembro de 2016 | 4.82                      |
| 3      | "Episódio 3" | Mark Tonderai | Bill Gallagher | 6 de outubro de 2016   | 4.58                      |
| 4      | "Episódio 4" | Mark Tonderai | Bill Gallagher | 13 de outubro de 2016  | 4.41                      |
| 5      | "Episódio 5" | Kenny Gleenan | Bill Gallagher | 20 de outubro de 2016  | 4.35                      |
| 6      | "Episódio 6" | Kenny Gleenan | Bill Gallagher | 27 de outubro de 2016  | 4.14                      |
| 7      | "Episódio 7" | John Duthie   | Bill Gallagher | 3 de novembro de 2016  | 4.23                      |
| 8      | "Episódio 8" | John Duthie   | Bill Gallagher | 10 de novembro de 2016 | 4.33                      |